# Чемпионат СССР по боксу 1969
35-й чемпионат СССР по боксу проходил в Казани (РСФСР, 7 — 18 марта 1969 года) и Саратове (РСФСР, 13 — 25 марта 1969 года). В Казани проходили соревнования в весовых категориях 51, 57, 63,5, 71, 81 кг, представители остальных весовых категорий соревновались в Саратове.

## Медалисты
| Весовая категория                   | Золото                                                   | Серебро                                         | Бронза |
| ----------------------------------- | -------------------------------------------------------- | ----------------------------------------------- | --- |
| Первый наилегчайший вес (до 48 кг)  | Анатолий Семёнов «Буревестник» (Саратов)                 | Жандос Кукумов «Буревестник» (Алма-Ата)         | А. Антонов «Труд» (Москва) Николай Лодин «Спартак» (Фрунзе)                                                 |
| Второй наилегчайший вес (до 51 кг)  | Николай Новиков Вооружённые силы (Московская область)    | Виктор Запорожец «Динамо» (Донецк)              | Павел Ершов «Буревестник» (РСФСР) Леонид Бугаевский «Динамо» (Одесса)                                       |
| Легчайший вес (до 54 кг)            | Игорь Кулагин Вооружённые силы (Москва)                  | Сергей Заремблюк «Локомотив» (Ленинград)        | Борис Диков «Трудовые резервы» (Москва) Борис Ниязов Вооружённые силы (Ташкент)                             |
| Полулёгкий вес (до 57 кг)           | Валериан Соколов «Динамо» (Чебоксары)                    | Семён Трестин «Динамо» (Одесса)                 | Валерий Плотников «Буревестник» (Московская область) Александр Шашков Вооружённые силы (Московская область) |
| Лёгкий вес (до 60 кг)               | Сергей Ломакин «Спартак» (Московская область)            | Николай Хромов «Трудовые резервы» (Ташкент)     | Валерий Белоусов Вооружённые силы (Волгоград) Олег Гуров «Локомотив» (Алма-Ата)                             |
| Первый полусредний вес (до 63,5 кг) | Евгений Фролов «Трудовые резервы» (Москва)               | Валерий Фролов «Буревестник» (Москва)           | Батыр Усманов «Буревестник» (Ташкент) Сергей Ткач «Локомотив» (РСФСР)                                       |
| Второй Полусредний вес (до 67 кг)   | Владимир Мусалимов Вооружённые силы (Киев)               | Абдрашит Абдрахманов «Динамо» (Алма-Ата)        | Агрис Шоколеис Вооружённые силы (Рига) В. Климов «Спартак» (Москва)                                         |
| Первый средний вес (до 71 кг)       | Валерий Трегубов Вооружённые силы (Волгоград)            | Валерий Лебо «Спартак» (Украина)                | Борис Опук «Динамо» (Ленинград) Александр Шипилов Вооружённые силы (РСФСР)                                  |
| Второй средний вес (до 75 кг)       | Александр Кудряшов «Динамо» (РСФСР)                      | Владимир Тарасенков «Трудовые резервы» (Москва) | Эдуард Кауфман «Спартак» (Украина) Леонид Пивоваров «Динамо» (Ленинград)                                    |
| Полутяжёлый вес (до 81 кг)          | Николай Разумов «Динамо» (Петрозаводск)                  | Владимир Бабарыка «Динамо» (РСФСР)              | В. Нестеренко «Трудовые резервы» (Москва) Виктор Егоров «Динамо» (Ленинград)                                |
| Тяжёлый вес (свыше 81 кг)           | Александр Васюшкин Вооружённые силы (Московская область) | Валерий Сомов «Трудовые резервы» (РСФСР)        | Александр Изосимов «Трудовые резервы» (Краснодар) Аркадий Туркин «Трудовые резервы» (Москва)                |